# Хотэй, Томоясу
Томоя́су Хотэ́й (яп. 布袋 寅泰 Хотэй Томоясу, род. 1 февраля 1962) — японский музыкант (гитарист), композитор, автор-исполнитель. За свою более чем тридцатилетнюю карьеру продал миллионы альбомов и сотрудничал с выдающимися исполнителями со всего мира. Впервые прославился в 1980-е годы как гитарист Boøwy — одной из самых популярных японских рок-групп. Потом начал сольную карьеру. В 2003 году музыкант занял 70 место в списке «100 наиболее важных японских поп-актов» по версии HMV Japan. В 2011 году в опросе среди японцев на тему, какой гитарист, как они считают, может лучше всего представить Японию, Хотэй занял 2 место.
В 2012 году Хотэй переехал в Лондон. Он продолжает выступать с концертами и выпускать новые записи с дистрибуцией по всему миру.
В своей родной Японии он культовая фигура, а в целом в мире наиболее известен по песне «Battle Without Honor or Humanity», которая звучала во многих фильмах, рекламных роликах, видеоиграх, среди которых самый известный — кинофильм Квентина Тарантино «Убить Билла».

## Биография
Отец Томоясу Хотэя — кореец, а мать — частично японка, частично русская. Впервые Томоясу начал играть на гитаре в средних классах школы. Когда он учился в старших классах, его группа под названием Blue Film заняла второе место на школьном конкурсе, проиграв группе Death Penalty, которую возглавлял Кёсукэ Химиро. Незадолго до выпуска его исключили из школы. Произошло это потому, что, когда его предупредили о недопустимости длинных волос, как у него, он ответил: «У Иисуса были длинные волосы!» Вскоре после этого он поехал в Токио, и там однажды ему позвонил Химуро. Они до этого по-настоящему знакомы не были, но объединились и начали прослушивания в свою новую группу, которая в 1981 году стала секстетом под названием Boøwy. Группа стала большими звёздами в Японии и даже играла в клубе Marquee в Лондоне в 1985 году, а в 1986 году издала свой первый альбом-миллионник (разошедшийся в миллионе экземпляров) Beat Emotion.

## Дискография
- См. «Tomoyasu Hotei § Discography» в английском разделе.

## Фильмография
- См. «Tomoyasu Hotei § Filmography» в английском разделе.